# Polí5
Polí5 či Polí pět je malé pražské hudební vydavatelství spojené s obchodem na adrese Trojanova 9 (do června 2010 Dittrichova 13).
Majitelem je Josef Jindrák, baskytarista skupiny Skrytý půvab byrokracie. Vydavatelství i obchod (který kromě hudby nabízí i knihy atp.) se orientuje na subkultury, na underground nebo na experimentální tvorbu.
Hudbu vydavatelství ze začátku vydávalo v typických kartonových obalech, CD pak byly ručně vyráběné CD-R, nyní již je produkce vyráběna klasickým lisováním. Ke kapelám patřícím pod vydavatelství se např. řadí Postižená oblast, Květoslav Dolejší, Cermaque. Kromě hudby vydává i filmy (např. Labyrint snů, Pyros) na DVD.
Název vydavatelství je převzat z citátu Ladislava Klímy „Obešel já polí pět“ z knihy Jak bude po smrti.
Vydavatelství získalo za svou činnost cenu Vinyla 2012.